# Zaybu
Zaybu war ein nabatäischer Steinmetz oder Bildhauer, der im 1. Jahrhundert in Hegra tätig war.
Sein Name ist lediglich durch ein in Hegra gefundenes Graffito überliefert, nach dem er ein Künstler und ein Sohn des Abd'obodat war. Es wird angenommen, dass es sich bei seinem Vater um den Steinmetz Abd'obodat handelt. Demnach wäre er in der zweiten Hälfte des 1. Jahrhunderts ebenfalls an der Fertigung von Grabfassaden in Hegra beteiligt gewesen. Eine Inschrift, die ihn als Steinmetz oder Bildhauer einer der Fassaden eindeutig ausweisen würde, konnte jedoch nicht gefunden werden.